# Calocarcinus crosnieri
Calocarcinus crosnieri is een krabbensoort uit de familie van de Trapeziidae. De wetenschappelijke naam van de soort is voor het eerst geldig gepubliceerd in 1990 door Galil & Clark.